# Кошк
Кошк (ингуш. Къошк) — башенный посёлок замкового типа на отроге Столовой горы (Мят-лоам), в 1,4 км юго-западнее Кейраха в Джейрахском районе Ингушетии.

## История
Ещё в довоенное время здесь в 2-х замковых комплексах размещались 2 боевые и 8 жилых башен с оборонительными стенами (разрушены в 1944 г.). Боевые башни, прямоугольные в плане, располагали 5-ю этажами, плоской крышей с парапетом, а в высоту достигали 22 метра. На 1-м этаже одной из них крупный каменный конусовидный «мешок» для хранения сельскохозяйственных припасов и содержания невольников. Перекрытие второго этажа у каждой боевой башни устроено в виде четырёхстороннего каменного ложного свода с гуртами. Машикули — балкончики у башен отсутствовали. Местные жилые строения имеют прямоугольное основание, некогда 2-3 этажные, с плоской крышей и высоким парапетом. В их остатках стен можно видеть различные проемы, нищи, бойницы, коновязи, кормушки для лошадей, чашечные камни и прочие детали.
Здесь проживали Гиреевы и Хадзиевы, среди которых в прошлом было немало опытных жрецов, мастеров по обработке дерева, кожи, кости и рога.
Постройки этого поселка попутно изучались Л. П. Семёновым, А. И. Робакидзе, И. П. Щеблыкиным.

## География
Кошки расположены в долине реки Армхи на склоне горы, выше селения Ольгетти и башенного комплекса Эрзи.Чтобы попасть в Кейрах необходимо от Кошки идти в верх правому склону горы и дойдя до хребта спуститься в низ, у подножья которого находится Кейрах. Кошк находится на дороге из Ангушт в горы, то есть с плоскости в горы.
1. ↑  Всероссийские переписи населения 2002 и 2010 годов